# コンラッド・ベイン
コンラッド・スタッフォード・ベイン（Conrad Stafford Bain、1923年2月4日 - 2013年1月14日）は、カナダ出身でアメリカの俳優。
アメリカで放映されたシチュエーション・コメディ番組『アーノルド坊やは人気者』のフィリップ・ドラモンド役で知られている。ボナー・ベインは双子の弟。
1923年2月4日、カナダ・アルバータ州レスブリッジで生まれ。1945年から2009年までモニカ・スローンと結婚生活を送り、3人の子供をもうけた。2013年1月14日、脳卒中によりカリフォルニア州リバモアの自宅で没した。